# 秋水鏡
秋 水鏡（朝鮮語: 추수경、1530年 - 1600年）は、明代の武将。万暦朝鮮の役（文禄・慶長の役）で明軍の提督李如松に次ぐ副将軍を務めた。本貫は秋渓秋氏、全州秋氏の中始祖。
中国貴州省出身。1591年に武康刺史に任官。日本軍が李氏朝鮮へ侵攻すると、万暦帝の勅命を受け、秋蘆と秋荻の2人の息子と5000人の兵士を率いて鴨緑江を渡河して参戦。その後、3男秋菊と4男秋芝5男秋蘭も参戦する。1593年2月、秋水鏡は、郭山において金應瑞将軍とともに日本軍を破り、開城と漢陽を奪還。
李氏朝鮮から功績をたたえられ、完山府院君と扈聖功臣に封ぜられる。秋水鏡の子孫一族が全州秋氏である。